# Akumu-chan
Akumu-chan (in inglese My Little Nightmare) è un dorama stagionale autunnale prodotto e mandato in onda da Nippon Television nel 2012 in 11 puntate. Tratto dal romanzo Yume Chigai di Riku Onda, narra degli eventi capitati ad una bella insegnante dopo che nella sua classe ha fatto irruzione una ragazzina che riesce a predire il futuro.

## Cast
- Keiko Kitagawa - Mutoi Ayami
- Kokoro Hirasawa - Ayami da bambina (ep1,5-11)
- Gackt - Shiki Takashi
- Yuka (attrice) as Hirashima Kotoha
- Manatsu Kimura - Koto Yuiko
- Yuki Kurimoto - Yuiko da bambina (ep9-10)
- Mari Hamada - Kaibara Satoko
- Keisuke Okada - Mugiyama Yuichi
- Yosuke Kawamura - Inamoto Katsuyuki
- Masato Wada - Yamasato Mineki
- Kenji Anan - Nakagomi Shinya
- Midoriko Kimura - Amasawa Tatsuko
- Fumiyo Kohinata - Koto Bannosuke
- Shiori Tamai - la voce di Yumenoke

### Classe 5-2
- Hazuki Kimura - Aizawa Miu
- Nanami Nabemoto - Inoue Aoi
- Sana Kawashima - Okawa Misaki
- Saki Minamino - Kinoshita Moe
- Karen Otomo - Kondo Nanami
- Ayana Shiramoto - Koizumi Ayano
- Airi Tazume - Sato Miku
- Runa Toyoda - Shimizu Rion
- Uwa Ishibashi - Segawa Ami
- Mizuki Doki - Tsukimoto Nao
- Karin Saito - Morita Yuko
- Ryoma Takamura - Akane Yusuke
- Yuta Chiba - Uehara Sho
- Yuya Shimizu - Enomoto Ayumu
- Kazuki Harada - Kanda Toma (nee Nakahara)
- Kirato Wakayama - Sato Takuya
- Rai Inada - Tanoue Sora
- Daisuke Isui - Tezuka Jun
- Manato Ota - Nagura Yuto
- Yudai Ishiguro - Hayama Yuga
- Yuki Arai - Hori Shunichiro
- Tatsuki Shibuya - Mamiya Sota
- Fuka Haruna - Higuchi Anna
- Luna Naito Izawa Kanaho

## Episodi
| Nº | Giapponese 「Kanji」 - Rōmaji | In onda          | In onda |
| Nº | Giapponese 「Kanji」 - Rōmaji | Giapponese       |         |
| 1  | 「教室襲う赤いワニ!!予知夢の謎解きで腹黒教師が世界を救う!?」 - Kyōshitsu osō akai wani!! Yochi yume no nazotoki de haraguro kyōshi ga sekai o sukū!? | 13 ottobre 2012  |         |
| 2  | 「姉弟の絆裂く悪魔!夢で救え!涙の教室」 - Kyōdai no kizuna saku akuma! Yume de sukue! Namida no kyōshitsu                                             | 20 ottobre 2012  |         |
| 3  | 「学校狙う透明人間!?腹黒教師が衝撃変身」 - Gakkō nerau tōmei ningen!? Haraguro kyōshi ga shōgeki henshin                                             | 27 ottobre 2012  |         |
| 4  | 「笑顔やめます。生徒達の反撃!混乱学級」 - Egao yamemasu. Seito-tachi no hangeki! Konran gakkyū                                                       | 3 novembre 2012  |         |
| 5  | 「鈴木福VS腹黒教師!夢食うゾンビの復讐」 - Suzuki Fuku VS haraguro kyōshi! Yume kū zonbi no fukushū                                                   | 10 novembre 2012 |         |
| 6  | 「私は…人殺し!?彩未遂に甦る衝撃の記憶」 - Watashi wa… hitogoroshi! ? Ayami ni yomigaeru shōgeki no kioku                                             | 17 novembre 2012 |         |
| 7  | 「ドラキュラの呪い!?学校やめる腹黒教師」 - Dorakyura no noroi! ? Gakkō yameru haraguro kyōshi                                                        | 24 novembre 2012 |         |
| 8  | 「魔女ト未来少女ハルカゼ反逆ノつぶやきデ夢破壊」 - Majo to mirai shōjo harukaze hangyaku no tsubuyaki de yume hakai                                  | 1º dicembre 2012 |         |
| 9  | 「仮面のヒーローと邪悪な人魚謎と呪いの神隠し!」 - Kamen no hīrō to jaakuna ningyo nazo to noroi no kamigakushi!                                      | 8 dicembre 2012  |         |
| 10 | 「仮面のヒーローと邪悪な人魚謎と呪いの神隠し!」 - Yochi yume ga genjitsu ni! Anata wa aisuruhito o korosemasu ka?                                    | 15 dicembre 2012 |         |
| 11 | 「私達の未来を切り拓け!涙と希望のカーニバル」 - Watashitachi no mirai o kiri hirake! Namida to kibō no kānibaru                                      | 22 dicembre 2012 |         |

## Sigla
Saraba, itoshiki kanashimi-tachi yo delle Momoiro Clover Z.